# توماس کید
توماس کید (زادهٔ ششم نوامبر ۱۵۵۸، مرگ در اوت ۱۵۹۴) نمایشنامه نویس انگلیسی، نویسندهٔ سوگنمایش اسپانیایی و یکی از مهم‌ترین شخصیت‌ها در پیشرفت درام دورهٔ الیزابت است.
کید اگرچه در عصر خود شناخته شده بود، در قرن هفدهم و تا اواخر قرن هجدهم ناشناخته باقی ماند، تاآن‌که به‌مدد نویسندگان و محققان اعصار بعد دوباره آثار او مورد توجه واقع شد و این توجه با این فرضیه که کید نویسندهٔ نسخه‌ی اولیه‌ی هملت است بیشتر شد.

## آغاز زندگی
توماس کید فرزند فرانسیس و آنا کید در ۶ نوامبر ۱۵۵۸ در لندن به دنیا آمد.
در اکتبر ۱۵۶۵، کید جوان به مدرسهٔ مرچنت تیلور رفت. ادموند اسپنسر و توماس لاج هم کلاسی‌هایش بودند. در این مدرسه، به لطف ریچارد مولکستر، مدیر مدرسه، به خوبی آموزش دید و در کنار لاتین و یونانی، موسیقی، نمایش، تربیت بدنی و آداب اجتماعی را یاد گرفت. شواهدی در دست نیست که او به دانشکده رفته باشد.

## حرفهٔ کاری

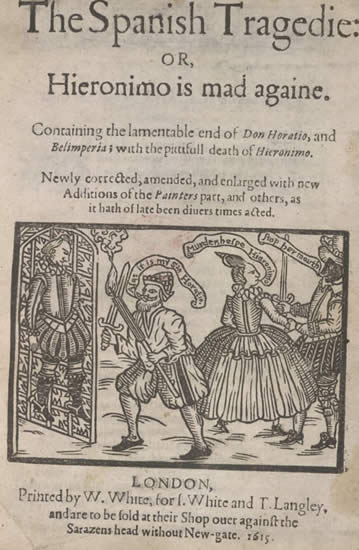
صفحه عنوان سوگنمایش اسپانیایی اثر توماس کید، با نشان دادن هوراسیو (در سمت چپ) که روی صفحهٔ چوبی حکاکی شده به دار آویخته شده است و هیرونیمو (در مرکز) او را یافته؛ و بل امپریا به دست لورنزو که چهرهٔ سیاه دارد (در سمت راست) از صحنه به بیرون کشیده می‌شود.

سوگنمایش اسپانیایی احتمالاً در نیمه یا اواخر دههٔ هشتاد قرن شانزدهم نوشته شده‌است. نخستین نسخهٔ به جا مانده متعلق به سال ۱۵۹۲ است. بن جانسون در مقدمه بازار بارتالامه می‌نویسد: سوگ‌نمایش اسپانیایی بین ۲۵ تا ۳۰ سال پیش نوشته شده؛ به احتمال زیاد این نمایشنامه پیش از ۱۵۸۸ نوشته شده‌است زیرا در آن اشاره‌ای به ناوگان اسپانیا که به انگلستان حمله می‌کند نمی‌شود.
دیگر آثار کید، ترجمهٔ دو اثر از نویسندگان ایتالیایی و فرانسوی است. به نظر می‌آید که اکثر آثار او گم شده یا ناشناخته‌اند.

## اتفاقات بعدی
از سال ۱۵۸۷ تا ۱۵۹۳، کید به خدمت نجیب زاده‌ای در می‌آید. پس از حبسش در سال ۱۵۹۳، کید می‌نویسد که این نجیب زاده نظر لطفش را از او برگردانده است. حدود سال ۱۵۹۱، دیگر نمایشنامه‌نویس انگلیسی، یعنی کریستوفر مارلو هم به خدمت این نجیب زاده در می‌آید و برای مدتی مارلو و کید با هم در محل زندگی و شاید عقاید شریک می‌شوند.
شورای سلطنتی انگلستان در می ۱۵۹۳ دستور دستگیری عده‌ای نویسنده را به اتهام هرزگی و شورش صادر می‌کند. روز بعد، توماس کید هم خود را در میان این نویسندگان می‌یابد. بعدها متوجه می‌شود که او قربانی یک خبرچین بوده‌است. محل زندگی او بازرسی می‌شود. اما به جای شواهد شورش علیه ملکه، شواهد آریانیسم (اعتقاد بر این که مسیح خدا نبوده‌است) آن جا یافت می‌شود. کید تحت شکنجه اعتراف می‌کند که برگه‌های یافت شده متعلق به سی. مارلی می‌باشد. کریستوفر مارلو احضار شده و در حالی که در انتظار حکمش بود به دست عوامل شناخته شدهٔ دولت در حادثه‌ای کشته می‌شود.
کید آزاد می‌شود، اما شائبهٔ کفر از نام او جدا نشده و تلاشش برای اثبات بی گناهی اش به جایی نمی‌رسد. او در آگوست ۱۵۹۴، در سن سی و پنج سالگی در لندن از دنیا می‌رود و همان‌جا دفن می‌شود.